# Pișcolt
Pișcolt is een Roemeense gemeente in het district Satu Mare.
Pișcolt telt 3184 inwoners. De gemeente bestaat uit 3 kernen:
- Pișcolt
- Resighea
- Scărișoara Nouă

Het laatstgenoemde dorp is in 1921 gesticht, aan de grens met Hongarije, als nieuw dorp waar alleen Roemenen zich mochten vestigen. Het was onderdeel van de politiek van Roemenië om het van Hongarije verkregen gebied te Roemeniseren.

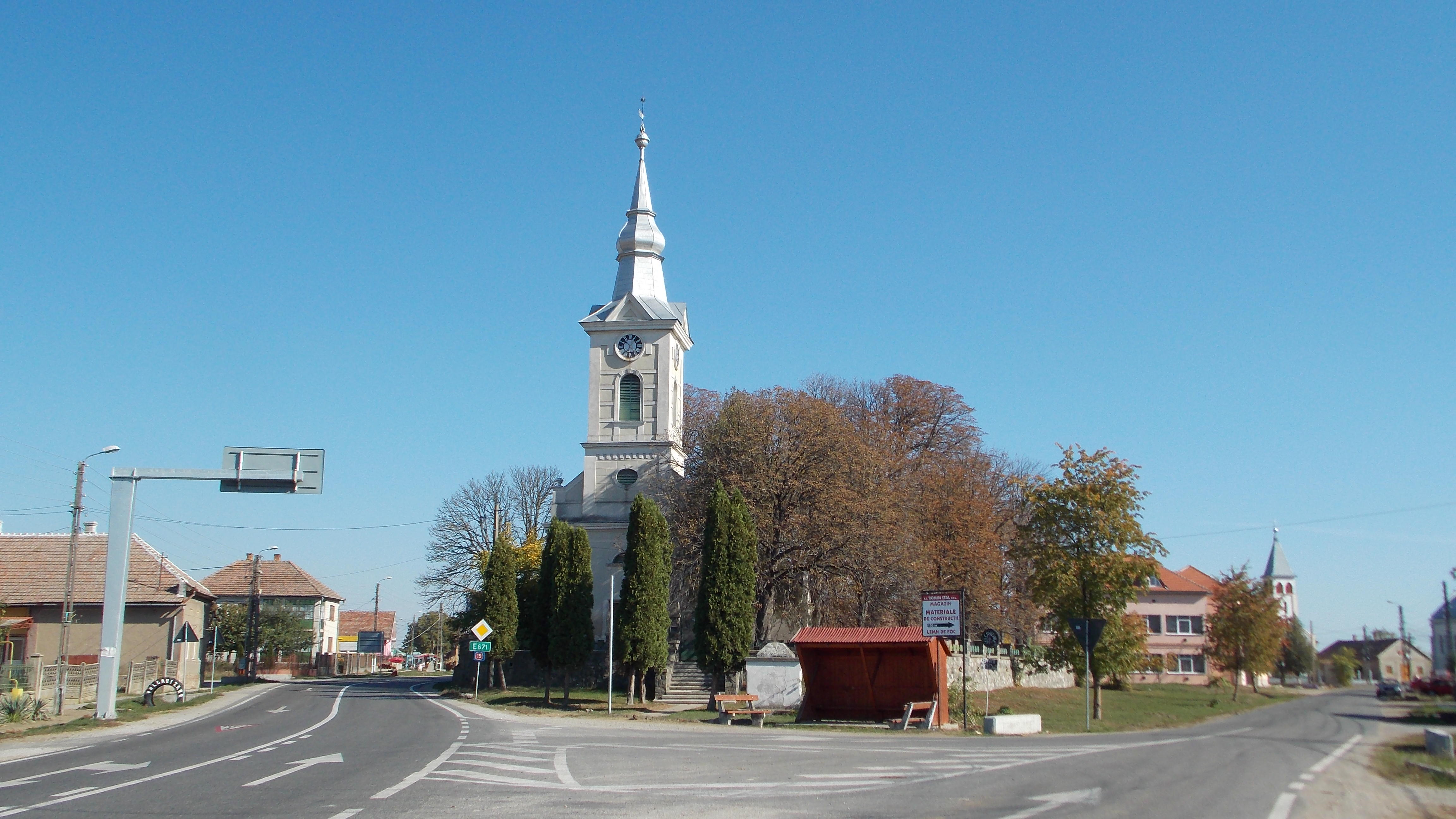
Pișcolt, Hongaars gereformeerde kerk

Steden met gemeentestatus: Satu Mare · Carei

Steden zonder gemeentestatus: Ardud · Negrești-Oaș · Tășnad · Livada

Gemeenten: Acâș · Andrid · Apa · Bătarci · Beltiug · Berveni · Bixad · Bârsău · Bogdand · Botiz · Călinești-Oaș · Cămărzana · Cămin · Căpleni · Căuaș · Cehal · Certeze · Craidorolț · Crucișor · Culciu · Doba · Dorolț · Foieni · Gherța Mică · Halmeu · Hodod · Homoroade · Lazuri · Medieșu Aurit · Micula · Moftin · Odoreu · Orașu Nou · Păulești · Petrești · Pir · Pișcolt · Pomi · Sanislău · Santău · Săcășeni · Săuca · Socond · Supur · Tarna Mare · Terebești · Tiream · Târșolț · Turț · Turulung · Urziceni · Valea Vinului · Vama · Vetiș · Viile Satu Mare